# Katarina av Alexandria
Katarina av Alexandria, även Katarina martyren, född cirka 282, död cirka 305, var en egyptisk jungfru som led martyrdöden. Hon är en av de fyra virgines capitales och en av de fjorton nödhjälparna. Katarina av Alexandria vördas som helgon inom Romersk-katolska kyrkan och Ortodoxa kyrkan. Hennes minnesdag firas den 25 november.

## Biografi
Det saknas historiska källor om Katarina av Alexandria före 800-talet, och historiker har ibland avfärdat legenderna om henne som fiktion. Hennes namn kommer från grekiskans καθαρός, katharós, ’ren’, vilket har tagits som belägg för att berättelsen om denna jungfru var en allegori som kommit att uppfattas som sann. Därför strök Vatikanen hennes namn från helgonkalendern 1969, men det återinfördes 2002.
De äldsta källorna om hennes liv är avfattade på grekiska. Hon har av tradition identifierats med en hos Eusebios omtalad högboren och vacker kvinna i Alexandria, som motstod kejsar Maxentius förförelse och därför berövades sin egendom och drevs i landsflykt. Enligt legenden var hon en 18-årig jungfru av kunglig börd samt av ovanlig skönhet och vishet, som vid en disputation, anordnad på befallning av kejsar Maximianus (enligt andra Maxentius), till kristendomen omvände femtio filosofer, som för sin nya tro led martyrdöden. 
Kastad i fängelse för sin tro, omvände Katarina kejsarens gemål, hans fältherre Porfyrios och en mängd soldater, vilka delade de nyssnämnda lärdes öde. Genom ett underverk räddad från döden med stegel och hjul, blev hon slutligen på kejsarens befallning halshuggen. 
I närheten av kristenhetens äldsta kloster, grundlagt på berget Sinai av Justinianus I på 500-talet, fann man på 700-talet kvarlevor, som ansågs vara Katarinas. Kroppen skulle ha förts dit av en ängel efter hennes martyrdöd. Stoftet bevaras sedan dess i klostret som till hennes ära kallas Katarinaklostret.
Svärd och hjul är Katarinas helgonattribut, ibland även en segerpalm, en bok eller den ring, med vilken enligt legenden Frälsaren trolovat sig med henne. Hon är skyddspatron för Parisuniversitetets filosofiska fakultet. 
I den kristna konsthistorien spelar Katarinalegenden en stor roll. Berömda porträtt av henne har utförts av Caravaggio, Rafael, Rubens, Carlo Crivelli med flera. I Katarinakapellet i basilikan San Clemente i Rom finns en berömd freskcykel med scener ur helgonets liv, utförda av Masolino da Panicale mellan 1428 och 1431. Freskerna visar bland annat Katarina försvarande kristendomen inför de hedniska filosoferna samt Katarinas martyrium.
Legenden om Sankta Katarina är inspiration till balladen Liten Karin.

## Kyrkobyggnader
- Santa Caterina dei Funari
- Santa Caterina della Rota

## Bilder
| - Den heliga Katarinas martyrium (1428–1431), fresk av Masolino da Panicale i basilikan San Clemente i Rom. |